# Chinchillula sahamae
Chinchillula sahamae és una espècie de mamífer rosegador de la família dels cricètids. Viu a altituds d'entre 3.500 i 4.800 msnm al sud del Perú, l'oest de Bolívia i el nord de Xile. Es tracta d'un animal nocturn i majoritàriament herbívor. El seu hàbitat natural són les zones rocoses. És una espècie en risc mínim, és a dir, no sembla que hi hagi cap amenaça significativa per a la seva supervivència.